# پادشاهی آراگون
پادشاهی آراگون یک کشور پادشاهی قرون وسطا و عصر جدید اولیه در شبه‌جزیره ایبری بود که امروزه بخش‌های خودمختار آراگون، در اسپانیا را تشکیل می‌دهد و نباید با بخش بزرگتر تاج آراگون که بعدا تاسیس شد اشتباه گرفته شود که شامل قلمروی بخش‌های کنت‌نشین بارسلون و بخش‌های شاهزاده‌نشین کاتالونیا، پادشاهی والنسیا، پادشاهی مایورکا، و سرزمین‌های دیگری که امروز جزو فرانسه (کاتالونیای شمالی)، ایتالیا (ایتالیایی جنوبی)، و یونان هستند.